# Richard Cœur de Lion dans l'art et la culture
Richard Cœur de Lion dans l'art et la culture correspond aux nombreuses représentations artistiques du roi Richard Cœur de Lion au cours des siècles, certaines l'associant presque systématiquement avec la figure légendaire de Robin des Bois. Cette association entre les deux sera faite pour la première fois en 1521 par l'historien écossais John Major qui intègre le roi des voleurs dans le contexte de la captivité du roi Plantagenêt.

## Littérature

### Bande dessinée
- 2005 : Richard Cœur de Lion, série de bande dessinée animalière de Brrémaud (scénario) et Federico Bertolucci (it) (dessin et couleur).

### Poème
- En 1822, il a été le sujet du poème épique de la poétesse Eleanor Anne Porden, intitulé Cœur de Lion.
- En 1826 : Dans son poème Le troubadour et Richard Cœur de Lion, Felicia Hemans raconte comment Richard a été découvert en captivité par le troubadour Blondel[3].
- En 1851, le poème König Richard, en hommage à Richard Cœur de Lion, a été écrit par le poète allemand Heinrich Heine[4]. Ce poème a été traduit en plusieurs langues[5].

### Roman
- 1791 : The Adventures of King Richard Coeur-de-Lion de James White[6]
- 1825 : Récits des croisés, Richard Cœur de Lion, Le Talisman (Tales of the Crusaders, The Talisman), de Walter Scott
- 2018 : La Révolte de Clara Dupont-Monod.

## Sculpture

### Statue
- 1856 : Richard Cœur de Lion, statue équestre sculpté par Carlo Marochetti.

## Iconographie

### Peinture
- 1834 : Le réveil de Richard Cœur de Lion ou La reine Bérangère, tableau exécuté par Hippolyte Lecomte[7].
- 1841 : Richard Cœur de Lion, toile exécutée par Merry-Joseph Blondel.

## Musique

### Opéra
- 1727 : Riccardo Primo, comédie en trois actes de Georg Friedrich Haendel sur un livret italien de Paolo Antonio Rolli.
- 1784 : Richard Cœur de Lion, comédie en trois actes, en prose et en vers écrit par André Grétry sur un livret de Michel-Jean Sedaine[8].
- 1786 : Richard Coeur de Lion: An historical romance , semi-opéra de John Burgoyne (texte) et Thomas Linley le vieux (musique).

## Théâtre
- 2014 : David Eldridge met en scène le roi Richard dans la pièce Holy Warriors, qui a été jouée au Théâtre du Globe[9].

## Filmographie
Richard Cœur de Lion apparaît dans nombre de productions à la fois historiques et mythique mettant parfois en scène la légende de Robin des bois,.

### Cinéma et télévision
Il a été incarné à l'écran par ;
- 1911 : acteur anonyme dans Le Talisman ou Richard Cœur de Lion d’Enrico Guazzoni ;

- 1912 : Arthur Hollingsworth dans Robin Hood ;

- 1913 :
  - Walter Gibbs dans Robin Hood ;
  - E. A. Warburton dans Rebecca the Jewess ;
  - Walter Craven dans Ivanhoé ;

- 1922 : Wallace Beery dans Robin des Bois ;

- 1923 :
  - S.J. Bingham dans Robin Hood, Jr. ;
  - Wallace Beery dans L'Esprit de la chevalerie (Richard the Lion-Hearted) ;

- 1935 : Henry Wilcoxon dans Les Croisades ;

- 1938 : Ian Hunter dans Les Aventures de Robin des Bois ;

- 1946 : Son of the Guardsman de Derwin Abrahams avec Robert Buzz Henry ;

- 1952 :
  - Patrick Barr dans Robin des Bois et ses joyeux compagnons ;
  - Norman Wooland dans Ivanhoé ;

- 1953 : David Markham dans Robin des Bois ;

- 1954 :
  - Patrick Holt dans La Revanche de Robin des Bois ;
  - George Sanders dans Richard Cœur de Lion (King Richard and the Crusaders) ;

- 1958 : Bruce Seton dans Ivanhoé ;

- 1962 :
  - Dermot Walsh dans Richard the Lionheart ;
  - Gérard Philippe Noël dans Le Triomphe de Robin des Bois ;

- 1963 : Hamdi Geiss dans Saladin (الناصر صلاح الدين, Al Nasser Salah Ad-Din) ;

- 1964 : Jon Cypher dans Children's Theater ;

- 1965 : Julian Glover dans Doctor who ;

- 1968 :
  - Anthony Hopkins dans Le Lion en hiver ;
  - Douglas Fairbanks, Jr. dans The Legend of Robin Hood ;

- 1970 : Bernard Horsfall dans Ivanhoe ;

- 1971 :
  - Lars Bloch dans La Grande Chevauchée de Robin des Bois ;
  - Frankie Howerd dans Up the Chastity Belt ;

- 1973 : Peter Ustinov dans Robin des Bois ;

- 1975 : Michael J. Jackson (en) dans The Legend of Robin Hood ;

- 1976 : Richard Harris dans la rose et la flèche (Robin and Marian)

- 1978 : Lawrence Clark (enfant), Paul Rose (adolescent), Glen Barlow (jeune adulte) et Michael Byrne (adulte) dans The Devil's Crown ;

- 1980 : Stephan Chase dans The Talisman ;
- 1984 :
  - John Rhys-Davies dans Robin of Sherwood ;
  - Robert Hardy dans The Zany Adventures of Robin Hood ;

- 1985 : Romualds Ancans dans The Ballad of the Valiant Knight Ivanhoe[12] ;
- 1987 : Neil Dickson dans Cœur de lion ;

- 1989 : Forbes Collins dans Maid Marian and Her Merry Men ;

- 1990 : Mugihito dans Robin Hood ;

- 1991 : Sean Connery dans Robin des Bois, prince des voleurs ;

- 1992 : Aleksandr Baluev dans Richard the Lion-Hearted ;

- 1993 : 
  - Aleksandr Baluev dans Rytsar Kennet ;
  - Patrick Stewart dans Sacré Robin des Bois ;

- 1994 : Hu Pryce dans Richard the Lionheart: History Maker ;

- 1995 : Marek Vašut dansYoung Ivanhoe ;

- 1997 : Rory Edwards dans Ivanhoe ;

- 2003 : Andrew Howard dans Le Lion en hiver ;

- 2005 :
  - Iain Glen dans Kingdom of Heaven ;
  - Derek Lea dans Richard et Saladin ;

- 2006 :
  - Steven Waddington dans la série Robin des Bois ;
  - Lukács Bicskey dans Robin des Bois, la légende revient ;

- 2007 :
  - Steven Waddington dans l'épisode Richard Cœur de Lion, un combattant pour la foi de la série Heroes and Villains ;
  - Raida Adoon dans Waiting for Salah-Adin ;

- 2009 : Mathew Baynton et Adam Riches dans Horrible Histories :

- 2010 : Danny Huston dans Robin des Bois :

- 2011 : Luis Fernando Alvés dans Prince Killian et le trésor des Templiers ;

- 2013 :
  - Manfred Friedrich dans Robin Hood & ich ;
  - Greg Maness dans Richard Cœur de Lion :
  - Yames Younis dans King John ;

- 2015 : Greg Maness dans Richard the Lionhear : Rebellion ;

- 2016 : The Sultan and the Kings de Hassan Sonboli avec David Beamish ;

- 2019 : Richard Cœur de Lion, le roi pris au piège (Richard Löwenherz, ein König in der Falle) de Fritz Kalteis avec Philipp Hochmair ;
- 2022 : L'incroyable épopée de Richard Cœur de Lion, épisode deux de la Saison 16 de Secrets d'histoire.